# Станіславова Олександра Юхимівна
Олександра Юхимівна Станіславова (1900) — співачка, драматичне сопрано, родом з Петропавловська (Казахська РСР).
1930 — солістка опери в Саратові, 1938—1958 у Київському Державному Театрі Опери і Балету ім. Т. Шевченка.

## Основні партії
Аїда, Елеонора (в однойменній опері і «Трубадурі» Джузеппе Верді), Ярославна («Князь Ігор» О. Бородіна), Наталка («Наталка-Полтавка» М. Лисенка), Ганна («Наймичка» М. Вериківського) та ін.